# Arnold Adriaan Bake
Arnold Adriaan Bake  (Hilversum, 19 mei 1899 - Londen, 8 oktober 1963) was een Nederlands docent in de Indische muziek aan de Universiteit van Londen en lid van de Koninklijke Nederlandse Akademie van Wetenschappen.

## Opleiding
Bake volgde de lagere en middelbare school in Hilversum en Haarlem, deed staatsexamen vanaf de vijfde klas en ging Oosterse Talen studeren, maar volgde intussen zanglessen bij Jan Dekker. Hij probeerde zijn interesse in de muziek te verenigen met zijn studie van de Indische cultuur. Zijn lerares muziektheorie, mevrouw Jodjana, bracht hem in contact met Fox Strangways' Music of Hindustan; zijn Leidse leermeester Vogel legde contact met Rabindranath Tagore tijdens het bezoek van de dichter aan Nederland. Nadat Bakes in 1925 in Utrecht zijn doctoraal had afgelegd, zou dit contact tot zijn eerste verblijf in Indië leiden. 
Bake bracht de jaren tussen 1925-1929 hier door, waar hij zich aan het door Rabindranāth Thākur (Tagore) met het bedrag van de Nobelprijs gestichte onderwijsinstituut Śāntiniketana verdiepte in de Indische muziektheorie, praktijk, Sanskriet-bronnen en de levende muziekbeoefening. Als contraprestatie doceerde hij Europese muziek. Daarnaast reisde en trok Bake veel door allerlei streken van Indië om muziek en folklore te bestuderen en de desbetreffende tradities vast te leggen. Dit leven bracht hem in contact met vooraanstaande personen en leidde bovendien tot eigen concerten, onder meer als een der eersten, voor radio-Bombay. Bake promoveerde op 14 februari 1930 bij Caland op de bewerking van twee hoofdstukken uit de Sańgītadarpana, de "Spiegel der Muziek", een handboek geschreven door Dāmodara (vermoedelijk uit de zestiende eeuw), een belangrijk figuur uit de post-klassieke periode van de Indische muziekgeschiedenis.

## Loopbaan
Na zijn promotie vertrok Bake voor vier jaar naar Indië, om zijn werk te velde voort te zetten. Hij bezocht gedurende vier maanden Nepal en zette hier zijn studies voort, bracht teksten en melodieën van grotendeels religieuze volksliederen bijeen en legde ze vast. Overige speurtochten leidden naar Malabar (waar hij Vedische recieten opnam) en naar Kenduli, de geboorteplaats van de dichter Jayadeva.  Bake ontving voor de jaren 1937-1944 het Spalding Research Fellowship van Brasenose College (Oxford), dat hem, na een tijdelijke terugkeer naar Europa, in de gelegenheid stelde Indië opnieuw te doorkruisen op zoek naar musicologisch en godsdiensthistorisch materiaal.  Toen in 1944, midden in de Tweede Wereldoorlog, deze steun wegviel, moest Bake door lezingen en concerten in zijn onderhoud voorzien.
Bake werd in 1949 benoemd tot lecturer in Sanskrit and Indian Music aan de School of Oriental and African Studies van de Universiteit van Londen. Een jaar later werd zijn officiële titel voor het onderwijs in zijn specialiteit Reader in Sanskrit. Hierdoor kreeg hij de kans zijn kennis aan jongeren over te dragen en gelegenheid zich te wijden aan de interpretatie van de ingewikkelde en technische Indische teksten over muziektheorie. Hij kreeg in zijn Londense tijd ook meer gelegenheid tot publiceren: behalve een aantal oriënterende overzichten in encyclopedieën schreef hij verschillende tijdschriftartikelen. In Londen behoorde Bake tot de oprichters van The International Folk Music Council. In 1955 en 1956 bezocht hij India en Nepal opnieuw en wist vooral uit Nepal schatten aan onbekend materiaal mee te nemen. 